# Landesregierung Karall III
- ÖVP: 3
- SPÖ: 3

Die Landesregierung Karall III unter Landeshauptmann Lorenz Karall (ÖVP) bildete die Burgenländische Landesregierung von der Wahl durch den Burgenländischen Landtag in der VII. Gesetzgebungsperiode am 19. März 1953 bis zur Angelobung der Landesregierung Wagner I am 22. Juni 1956.
Jeweils drei der sechs Mitglieder der Landesregierung stellte die Österreichische Volkspartei (ÖVP) und die Sozialdemokratische Partei Österreichs (SPÖ). Nach den Zugewinnen der SPÖ bei der Landtagswahl 1953 musst die ÖVP wieder einen Sitz in der Landesregierung an die SPÖ abgeben. Diesen hatte die ÖVP bei der Landtagswahl 1949 hinzugewonnen. Josef Lentsch (ÖVP) gehörte damit der Landesregierung nicht mehr an und musste seine Funktion als Landesrat an Albin Dostal (SPÖ) abgeben.

## Regierungsmitglieder
| Amt                            | Name          | Partei | Zuständigkeitsbereiche |
| ------------------------------ | ------------- | ------ | --- |
| Landeshauptmann                | Lorenz Karall | ÖVP    | Präsidium, Verfassung & Verwaltung, Alliierte, Entnazifizierung, Personal, Personenstand, Matriken, Ehen, Vermögenssicherung, Besatzungskosten, Staatsbürgerschaft & Heimatrecht, Kultus, Sanität, Presse, Baurecht, Allg. Recht, Schule, Erziehung, Unterricht |
| Landeshauptmann-Stellvertreter | Alois Wessely | SPÖ    | Allg. Landesbau, Hoch&Tief&Maschinen&StraßenBau, Straßenverkehr |
| Landesrat                      | Johann Bauer  | ÖVP    | Landwirtschaft, Bodenreform, Wasserbau & Meliorationen, Ernährung & Preise, Veterinär, Forst |
| Landesrat                      | Johann Wagner | ÖVP    | Gemeinden, Feuerwehr, Wahlen, Gewerbe, Industrie, Elektrizität, Sparkassen, Zinsendienst Tourismusbetriebe |
| Landesrat                      | Hans Bögl     | SPÖ    | Finanzen, Buchhaltung, Archiv, Museum, Kunst, Fremdenverkehr, Umsiedlung, Soziales, Fürsorge |
| Landesrat                      | Albin Dostal  | SPÖ    | Heil&PflegeAnstalten |